# Lars Haugen (Eishockeyspieler)
Lars Haugen (* 19. März 1987 in Oslo) ist ein norwegischer Eishockeytorwart, der zuletzt bis zum Saisonende 2021/22 bei Manglerud Star in der GET-ligaen unter Vertrag stand.

## Karriere
Lars Haugen begann seine Karriere als Eishockeyspieler in der Nachwuchsabteilung von Manglerud Star, in der er bis 2004 aktiv war. Anschließend spielte er zwei Jahre lang in der Nachwuchsabteilung von Leksands IF in Schweden. Von 2006 bis 2009 lief der Torwart parallel für die Profimannschaft von Sparta Sarpsborg in der GET-ligaen und dessen zweite Mannschaft in der zweitklassigen 1. divisjon auf. Von 2009 bis 2011 war er Stammtorwart beim Lørenskog IK in der GET-ligaen, wobei er für den Großteil der Saison 2010/11 an seinen Ex-Verein Manglerud Star ausgeliehen war.  
Zur Saison 2011/12 wurde Haugen vom HK Dinamo Minsk aus der Kontinentalen Hockey-Liga verpflichtet, zunächst jedoch an den HK Schachzjor Salihorsk aus der belarussischen Extraliga ausgeliehen. Zwischen 2012 und 2015 gehörte er dann dem Stammkader von Dinamo an und absolvierte dabei über 80 KHL-Partien. Nach der Saison 2014/15 lief sein Vertrag aus und Haugen wechselte zum Färjestad BK aus der Svenska Hockeyligan und spielte dort bis zum Ende der Saison 2017/18. Anschließend unterschrieb er im Juli 2018 einen Einjahresvertrag beim EC KAC aus der Erste Bank Eishockey Liga. Von 2020 bis 2022 stand er abermals für Manglerud Star auf dem Eis.

### International
Für Norwegen nahm Haugen im Juniorenbereich an der U18-Junioren-Weltmeisterschaft 2004 und der U18-Junioren-B-Weltmeisterschaft 2005 sowie der U20-Junioren-Weltmeisterschaft 2006 teil. Im Seniorenbereich stand er im Aufgebot seines Landes bei der Weltmeisterschaft 2011. Bei seinen sieben Einsätzen konnte er mit einer Fangquote von 92,6 Prozent und einem Gegentorschnitt von 2,70 Toren pro Spiel überzeugen. Im Turnier wurde er zu einem der drei besten Spieler Norwegens gewählt. Weitere Teilnahmen an Weltmeisterschaften folgten 2012, 2013, 2014, 2015, 2016, 2017 und 2018 sowie bei den Olympischen Winterspielen 2014 und 2018.

## Erfolge und Auszeichnungen
- 2005 Aufstieg in die Top-Division bei der U18-Junioren-B-Weltmeisterschaft
- 2019 Österreichischer Meister mit dem EC KAC

## Karrierestatistik
(Legende zur Torhüterstatistik: GP oder Sp = Spiele insgesamt; W oder S = Siege; L oder N = Niederlagen; T oder U oder OT = Unentschieden oder Overtime- bzw. Shootout-Niederlage; Min. = Minuten; SOG oder SaT = Schüsse aufs Tor; GA oder GT = Gegentore; SO = Shutouts; GAA oder GTS = Gegentorschnitt; Sv% oder SVS% = Fangquote; EN = Empty Net Goal; 1 Play-downs/Relegation; Kursiv: Statistik nicht vollständig)